# Hershberger-Test
Der Hershberger-Test oder Hershberger-Assay ist ein in vivo-Testverfahren (Bioassay) zum Nachweis einer androgenen oder anabolen Wirkung von Substanzen in Ratten. Das Verfahren ist nach T. V. Hershberger benannt, der in den 1960er und 1970er Jahren eine Reihe von in-vivo-Assays bei Ratten entwickelte.
Es gibt mehrere Varianten des Hershberger-Assays, die sich in der Menge der Testsubstanz oder in der Anzahl gemessener Effekte bei der Ratte unterscheiden. Prinzipiell verwendet man mehrere nicht-geschlechtsreife, kastrierte Ratten, denen ein zu untersuchendes Steroid oder andere Testsubstanz mindestens eine Woche lang intramuskulär verabreicht wird. Die Versuchstiere werden dann seziert und das Gewicht des Musculus levator ani, der Samenblase und der ventralen Prostata bestimmt. Ein anaboler Effekt liegt vor, wenn das Gewicht des M. levator ani zugenommen hat. Ist das Gewicht von Samenblase und Prostata angestiegen, so liegt eine androgene Wirkung vor. das Verhältnis der anabolen und androgenen Gewichtseffekte können als Index (Hershberger-Index) angegeben werden.
Zusätzlich zum M. levator ani kann noch das Gewicht des Musculus bulbocavernosus bestimmt werden. Zu den androgenen Effekten kann auch eine Gewichtsbestimmung der Glans penis und der Cowperschen Drüsen hinzutreten.
Bei der Kombination von bekannt androgen wirkenden Substanzen mit einer zu untersuchenden Substanz können mit dem Hershberger-Assay auch anti-androgen wirkende oder das endokrine System beeinflussende Effekte nachgewiesen werden. Dabei wird die ausbleibende Gewichtszunahme bei gleichzeitiger Gabe von z. B. Testosteron oder Nandrolon ermittelt.
Im Rahmen einer weltweiten Risikostudie der OECD zur Emission möglicherweise androgen wirkender Substanzen, wird der Hershberger-Assay derzeit standardisiert und für die Umweltanalytik verwendet. Eine gewisse Bedeutung hat der Hershberger-Assay bei der Beurteilung von Doping-Substanzen, die überwiegend anabol jedoch weniger androgen wirken sollen.